# L'uomo dalla maschera di ferro (film 1962)
L'uomo dalla maschera di ferro è un film del 1962 diretto da Henri Decoin.
È una co-produzione italo-francese.